# Lyssavirus
Lyssavirus (de Lisa, deidad griega que representaba la ira frenética) es un género de virus perteneciente a la familia Rhabdoviridae, orden Mononegavirales. Dentro de Lyssavirus se encuentra el virus de la rabia.

## Descripción

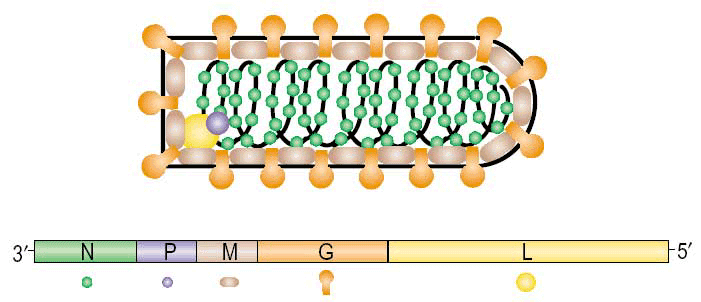
Esquema de la estructura del virus de la rabia perteneciente al género Lyssavirus.

Son virus ARN con simetría helicoidal. Las partículas infecciosas son cilíndricas con forma de bala, tienen una longitud de alrededor de 180 nm y un diámetro de 75 nm. 
Son virus muy frágiles que no son capaces de sobrevivir mucho tiempo cuando se encuentran fuera del animal portador. Mueren rápidamente con temperaturas entre 30 y 50 °C y son también sensibles a los detergentes; curiosamente sobreviven a la congelación. La mayor parte de las especies son huéspedes de murciélagos, pero pueden contagiarse por la mordedura de una especie de mamífero a otra.

## Genoma
El genoma de los lisavirus consta de una molécula de ARN monocatenario de sentido negativo que codifica cinco proteínas virales, que son: polimerasa L, proteína de matriz M, fosfoproteína P, nucleoproteína N y glicoproteína G.

## Especies
En octubre de 2013 existían 12 especies de Lyssavirus reconocidas por el Comité Internacional de Taxonomía de Virus y 3 nuevas propuestas. Debido a la frecuente identificación de nuevos lisavirus, este grupo está en constante revisión. El virus de la rabia es el principal miembro del género Lyssavirus. Puede causar la rabia en humanos, provocando alrededor de 50 000 muertos al año en todo el mundo. Otras cinco especies pueden afectar en raras ocasiones al hombre, incluyendo virus Mokola, Virus Duvenhage, Lysavirus europeo de murciélago tipo 1, Lysavirus europeo de murciélago tipo 2 y Lysavirus australiano de murciélago. El resto de las especies solo afectan a animales, sobre todo murciélagos, no conociéndose casos de afectación humana.
- Virus de la rabia (RABV)
- Virus Aravan  (ARAV)
- Lysavirus australiano de murciélago (ABLV)
- Virus Duvenhage (DUVV)
- Lysavirus europeo de murciélago tipo 1 (EBLV1)
- Lysavirus europeo de murciélago tipo 2 (EBLV2)
- Virus Irkut  (IRKV)
- Virus Khujand  (KHUV)
- Virus de murciélago de Lagos (LBV)
- Virus Mokola  (MOKV)
- Virus de murciélago caucásico del oeste (WCBV)
- Virus de murciélago Shinomi (SHIV)

### Nuevas especies propuestas
- Lysavirus de murciélago Bokeloh (BBLV)
- Virus de murciélago Lleida (LLEBV)
- Virus Ikoma (IKOV)